# Smedsbo
Smedsbo är en småort i Aspeboda socken i Falu kommun, Dalarnas län.